# アロプレグナノロン
アロプレグナノロン（英: Allopregnanolone）は、医薬品としても使用される天然ホルモンである。医薬品としてはブレキサノロン（英: Brexanolone）として知られており、商品名の ズルレッソ（英: Zulresso）で販売されており、産後うつ病の治療に用いられる。医師の監督下で60時間にわたって静脈内注射によって投与される。
一般的な副作用には、眠気、口渇、のぼせ、意識消失などがあげられる。その他の副作用には、自殺念慮があげられる。妊娠中の人への使用は、胎児に悪影響を及ぼすおそれがある。アロプレグナノロンは神経ステロイドであり、 GABA A受容体の陽性のアロステリックモジュレーターとして作用する。
ブレキサノロンは、2019年に米国で医薬品として承認された。2022年の時点のヨーロッパや英国では承認されていない。米国では、2019年時点で1コースの投薬にかかる費用は、34,000米ドルである。長い管理時間、費用、および入院の必要性などから、利用のしにくさに関する懸念が生じている。